# Плецкау
Плецкау (њем. Plötzkau) општина је у њемачкој савезној држави Саксонија-Анхалт. Једно је од 21 општинског средишта округа Салцланд. Према процјени из 2010. у општини је живјело 1.375 становника. Посједује регионалну шифру (AGS) 15089245.

## Географски и демографски подаци
Плецкау се налази у савезној држави Саксонија-Анхалт у округу Салцланд. Општина се налази на надморској висини од 61 метра. Површина општине износи 23,9 km². У самом мјесту је, према процјени из 2010. године, живјело 1.375 становника. Просјечна густина становништва износи 58 становника/km².

## Међународна сарадња
| Мјесто      | Држава      | Врста сарадње | Од    |
| ----------- | ----------- | ------------- | ----- |
| Средње Печи | Бјелорусија | партнерство   | 1994. |
| Извор       |             |               |       |